# Sulukna River
Der Sulukna River ist ein 125 Kilometer langer rechter Nebenfluss des Nowitna River im US-Bundesstaat Alaska. Der lokale Flussname wurde 1915 von H. M. Eakin vom U.S. Geological Survey (USGS) gemeldet.

## Verlauf
Der Sulukna River verläuft im Alaska Interior. Er entsteht in den Kilbuck-Kuskokwim Mountains am Zusammenfluss von Shepherd Creek (links) und White Mountain Creek (rechts) auf einer Höhe von etwa 272 m. Der Sulukna River fließt in überwiegend nördlicher Richtung und mündet schließlich auf einer Höhe von 91 m in den nach Nordosten strömenden Oberlauf des Nowitna River. Er weist auf seiner gesamten Länge unzählige enge Flussschlingen auf und wird von zahlreichen Altarmen flankiert. Benamte Nebenflüsse sind Johns Creek (links), Browns Fork (rechts) und Granite Creek (links).

## Einzugsgebiet
Der Sulukna River entwässert ein Areal von etwa 1655 km². Das Einzugsgebiet grenzt im Osten an die Einzugsgebiete von Telsitna River und Sethkokna River, beides Zuflüsse des Titna River, im Südosten und im Süden an das des North Fork Kuskokwim River, im Südwesten an das des Nixon Fork sowie im Westen an das des oberstrom gelegenen Nowitna River.